# 수성최씨 시조묘
수성최씨 시조묘는 대한민국 경기도 화성시 매송면 숙곡리에 있다. 2007년 2월 28일 화성시의 향토문화재 제17호로 지정되었다가, 2019년 10월 23일 향토문화재(기념물) 제5호로 변경 재분류되었다.

## 개요
최영규는 신라 경순왕 김부(金傅)의 13세손으로 원래 김씨(金氏)였으나 고려 충렬왕 때 수성백(隋城伯)에 봉해지고 최씨 성을 하사받아 수성 최씨의 시조가 되었다. 묘소는 숙곡리의 야산 중턱에 부인 정경부인 이천 서씨(利川徐氏)와 합장묘로 조성되어 있다. 원형의 봉분 뒤편을 높다란 사성이 둘러싸고 있고 봉분 앞에는 상석이 놓여 있다. 봉분 좌측에 세워진 묘비는 비신의 재질이 흑요암이고 비신 위에 옥개석을 갖추었다. 봉분 주변으로 장명등, 문인석 등의 석물이 배치되어 있다. 묘역 좌우 끝에는 망주석 1쌍이 서 있다.